# Santa Monica State Beach

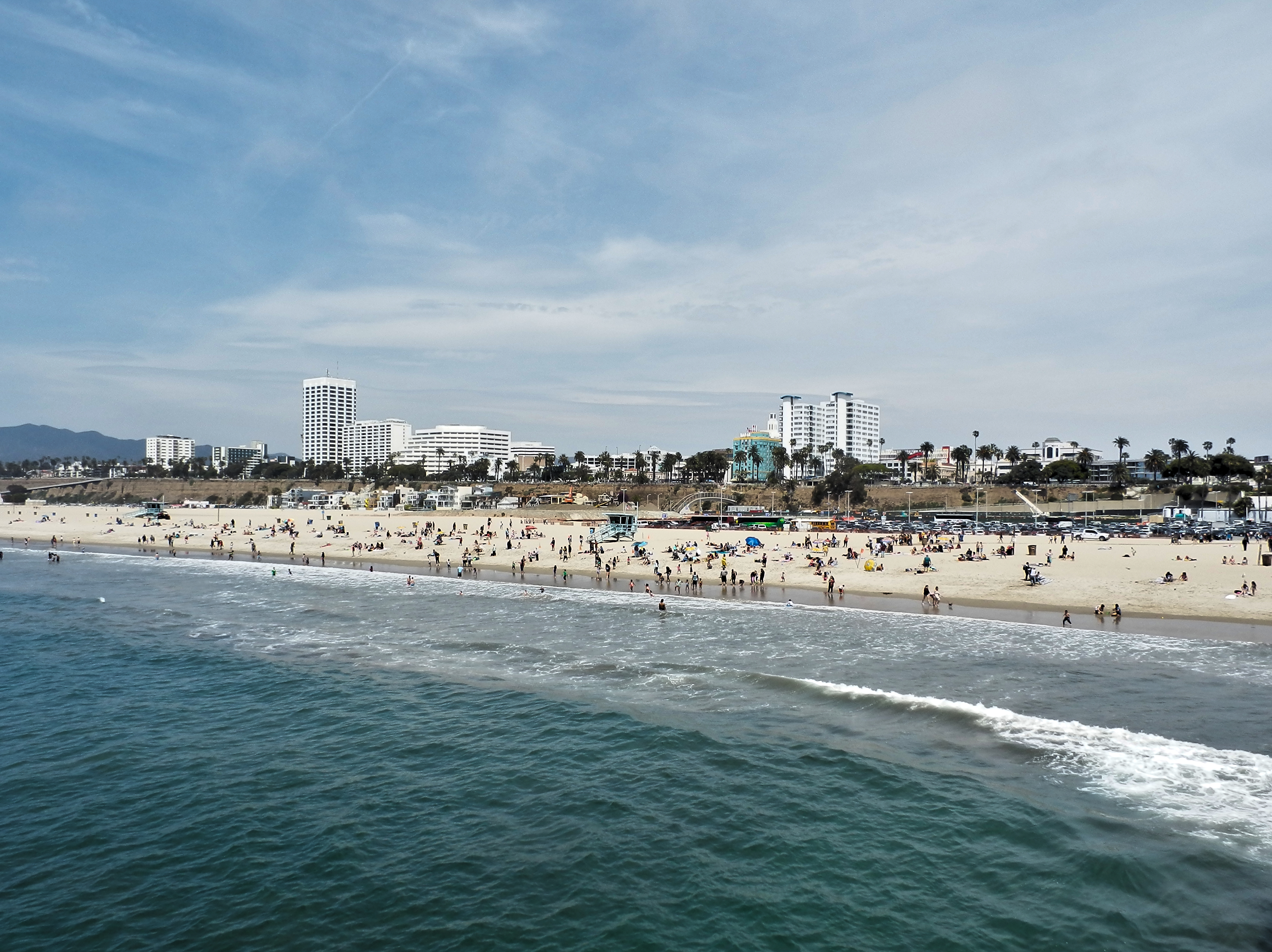
Santa Monica State Beach

Santa Monica State Beach – kalifornijski park stanowy i plaża znajdująca się w Santa Monica.

## Opis

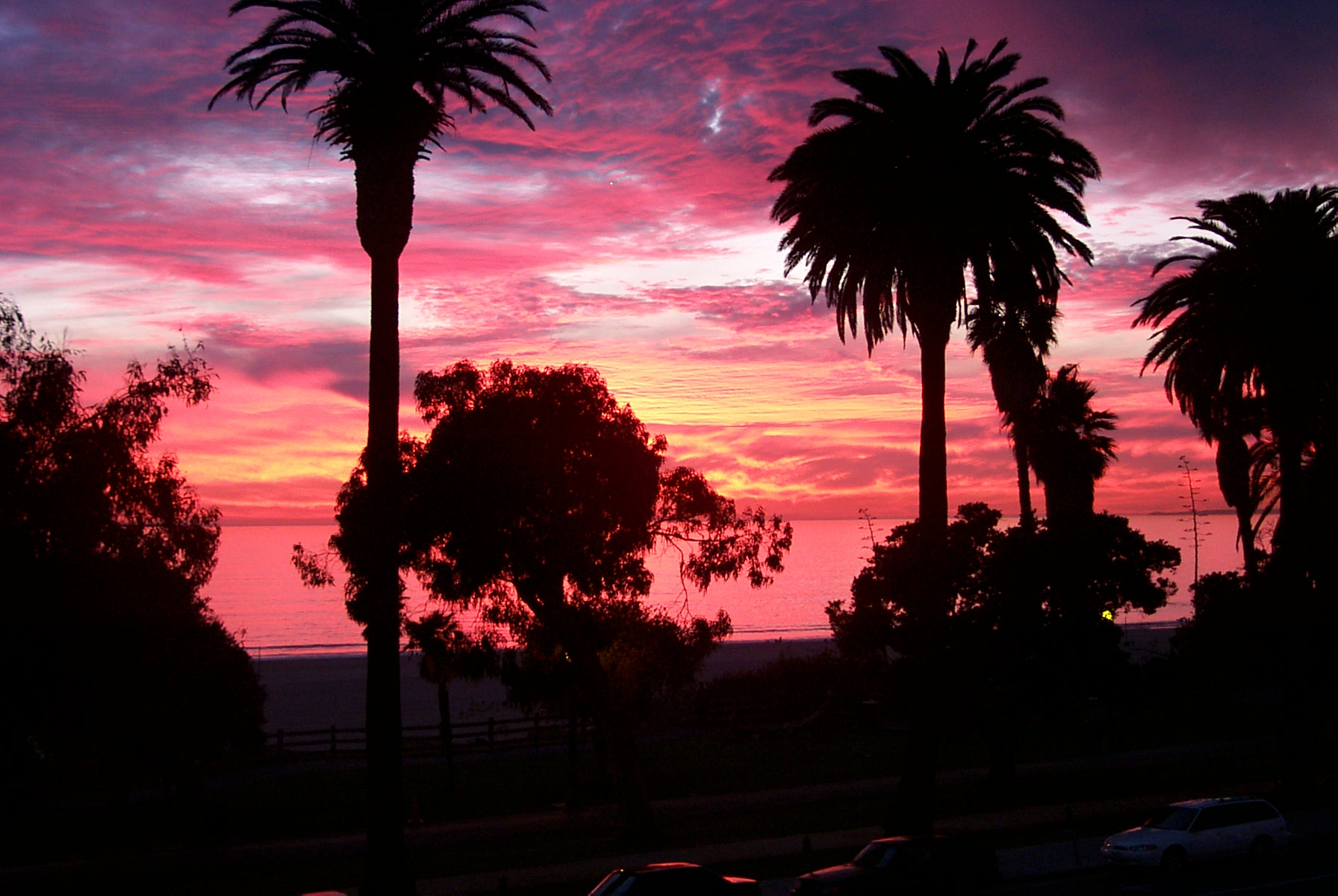
Zachód słońca na plaży

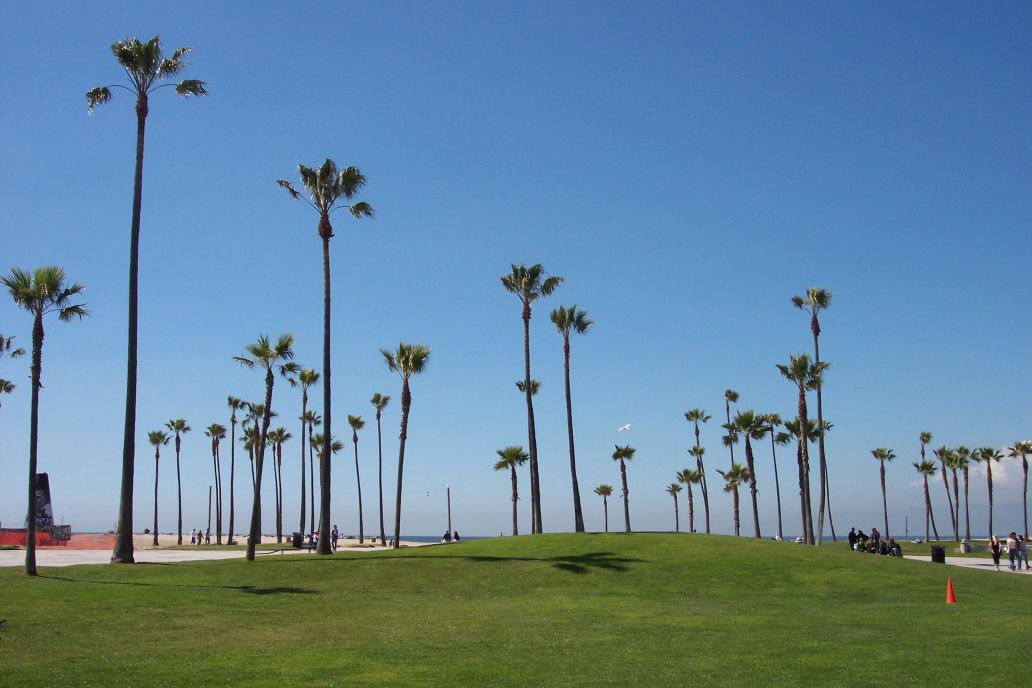
Palmy na plaży

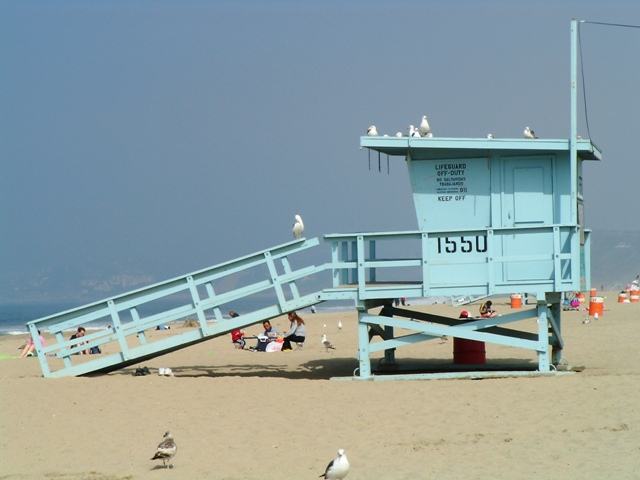
Budka ratownika

Plaża zlokalizowana jest wzdłuż Pacific Coast Highway w Santa Monica. Ma 5,6 km długości. Na plaży i obok niej znajdują się parki, tereny piknikowe, place zabaw, toalety, stanowiska ratowników, Muscle Beach, wypożyczalnie rowerów, kilka hoteli, ścieżki rowerowe i drewniane ścieżki. Na plaży odwiedzający mogą uprawiać sporty jak: siatkówka, surfing, paddleboarding i pływanie. Palenie na plaży jest zabronione.
U podnóża Colorado Avenue, znajduje się historyczne molo Santa Monica, wybudowane w 1909 roku.
Na południe od boisk do siatkówki na molo znajduje się Międzynarodowy Park Szachowy z dostępnymi publicznymi stołami do grania w szachy oraz wielką szachownicą umieszczoną w chodniku.
Plaża została przedstawiona na okładce albumu Umbrella Beach autorstwa Owl City.
Podczas letnich igrzysk olimpijskich w 2028 roku na tej plaży zaplanowano rozgrywanie zawodów siatkówki plażowej i surfingu.